# Cheickna Diakité (Fußballspieler, 2004)
Cheickna Ahmadou Hamadoulahi Alahou Diakité (* 25. Dezember 2004) ist ein malischer Fußballspieler.

## Karriere

### Verein
Derzeit ist Diakité für AS Real Bamako aktiv, für den er beim CAF Confederation Cup 2022/23 in der Gruppenphase und bei der CAF Champions League 2023/24 in der Qualifikation spielte.

### Nationalmannschaft
Seine bislang einzigen Einsätze für die malische A-Nationalmannschaft hatte er bei der Afrikanischen Nationenmeisterschaft 2023 in der Gruppenphase beim 3:3 gegen Angola und der 0:1-Niederlage gegen Mauretanien.
Im Sommer 2023 nahm er mit der malischen U23 am Afrika-Cup 2023 teil. Dort kam er in allen fünf Partien seiner Mannschaft zum Einsatz und erreichte mit dieser den dritten Platz, womit sie sich für das Turnier der Olympischen Spiele 2024 in Paris qualifizierte.